# Blocatge nerviós
El blocatge nerviós o bloqueig nerviós o bloqueig nerviós regional és qualsevol interrupció deliberada dels senyals que viatgen al llarg d'un nervi, sovint amb la finalitat d'alleujar el dolor. El blocatge nerviós amb anestèsia local (de vegades anomenat simplement "blocatge nerviós") és un blocatge a curt termini, que normalment dura hores o dies, que implica la injecció d'un anestèsic, un glucocorticoide i altres agents sobre o a prop d'un nervi. El blocatge neurolític, la degeneració temporal deliberada de les fibres nervioses mitjançant l'aplicació de productes químics, calor o congelació, produeix un blocatge que pot persistir durant setmanes, mesos o indefinidament. La neurectomia, el tall o l'extirpació d'un nervi o una secció d'un nervi, normalment produeix un blocatge permanent. Com que la neurectomia d'un nervi sensorial sovint va seguida, mesos després, de l'aparició d'un dolor nou i més intens, la neurectomia del nervi sensorial poques vegades es realitza.
El concepte de blocatge nerviós de vegades inclou el "blocatge nerviós central", que inclou l'anestèsia epidural i l'anestèsia intradural.